# Valeria De Pretto
Valeria De Pretto (Schio, 16 novembre 1991) è una cestista italiana.

## Carriera
Ala di 185 cm, ha giocato in Serie A1 con Schio e ha vestito la maglia della Nazionale italiana. Nell'annata 2016-2017 ha vinto il premio come miglior realizzatrice italiana del campionato di Serie A1.
Dal 2017 al 2020 veste i panni oro granata della Reyer Venezia, per poi far ritorno nella città natale.

## Statistiche

### Cronologia presenze e punti in Nazionale
| Cronologia completa delle presenze e dei punti in Nazionale - Italia | Cronologia completa delle presenze e dei punti in Nazionale - Italia | Cronologia completa delle presenze e dei punti in Nazionale - Italia | Cronologia completa delle presenze e dei punti in Nazionale - Italia | Cronologia completa delle presenze e dei punti in Nazionale - Italia | Cronologia completa delle presenze e dei punti in Nazionale - Italia | Cronologia completa delle presenze e dei punti in Nazionale - Italia | Cronologia completa delle presenze e dei punti in Nazionale - Italia |
| Data                                                                 | Città                                                                | In casa                                                              | Risultato                                                            | Ospiti                                                               | Competizione                                                         | Punti                                                                | Note                                                                 |
| -------------------------------------------------------------------- | -------------------------------------------------------------------- | -------------------------------------------------------------------- | -------------------------------------------------------------------- | -------------------------------------------------------------------- | -------------------------------------------------------------------- | -------------------------------------------------------------------- | -------------------------------------------------------------------- |
| 5-3-2013                                                             | Ariano Irpino                                                        | LPA Ariano Irpino                                                    | 49 - 71                                                              | Italia                                                               | Amichevole                                                           | 3                                                                    | [ 4 ]                                                                |
| 27-5-2017                                                            | Latina                                                               | Italia                                                               | 68 - 62                                                              | Belgio                                                               | Torneo amichevole                                                    | 5                                                                    | [ 5 ]                                                                |
| 28-5-2017                                                            | Latina                                                               | Italia                                                               | 50 - 65                                                              | Russia                                                               | Torneo amichevole                                                    | 0                                                                    | [ 6 ]                                                                |
| 2-6-2017                                                             | Roma                                                                 | Italia                                                               | 56 - 70                                                              | Grecia                                                               | Amichevole                                                           | 6                                                                    | [ 7 ]                                                                |
| 3-6-2017                                                             | Roma                                                                 | Italia                                                               | 70 - 59                                                              | Grecia                                                               | Amichevole                                                           | 5                                                                    | [ 8 ]                                                                |
| 10-6-2017                                                            | Mulhouse                                                             | Spagna                                                               | 66 - 62                                                              | Italia                                                               | Torneo amichevole                                                    | 4                                                                    | [ 9 ]                                                                |
| 16-6-2017                                                            | Hradec Králové                                                       | Bielorussia                                                          | 60 - 80                                                              | Italia                                                               | EuroBasket 2017 - Prima fase Girone B                                | 6                                                                    | [ 10 ]                                                               |
| 17-6-2017                                                            | Hradec Králové                                                       | Italia                                                               | 53 - 54                                                              | Turchia                                                              | EuroBasket 2017 - Prima fase Girone B                                | 2                                                                    | [ 11 ]                                                               |
| 19-6-2017                                                            | Hradec Králové                                                       | Slovacchia                                                           | 61 - 68                                                              | Italia                                                               | EuroBasket 2017 - Prima fase Girone B                                | 4                                                                    | [ 12 ]                                                               |
| 20-6-2017                                                            | Hradec Králové                                                       | Italia                                                               | 49 - 48                                                              | Ungheria                                                             | EuroBasket 2017 - Qualif. ai quarti di finale                        | 0                                                                    | [ 13 ]                                                               |
| 22-6-2017                                                            | Praga                                                                | Belgio                                                               | 79 - 66                                                              | Italia                                                               | EuroBasket 2017 - Quarti di finale                                   | 0                                                                    | [ 14 ]                                                               |
| 25-6-2017                                                            | Praga                                                                | Italia                                                               | 71 - 54                                                              | Slovacchia                                                           | EuroBasket 2017 - Finale 7º-8º                                       | 6                                                                    | [ 15 ]                                                               |
| 11-11-2017                                                           | Skopje                                                               | Macedonia del Nord                                                   | 52 - 61                                                              | Italia                                                               | Qual. Euro 2019 - Girone H                                           | 2                                                                    | [ 16 ]                                                               |
| 15-11-2017                                                           | San Martino di Lupari                                                | Italia                                                               | 71 - 83                                                              | Croazia                                                              | Qual. Euro 2019 - Girone H                                           | 8                                                                    | [ 17 ]                                                               |
| 18-8-2018                                                            | Vicenza                                                              | Italia                                                               | 74 - 37                                                              | W.F. Dem. Deacons                                                    | Amichevole                                                           | 2                                                                    | [ 18 ]                                                               |
| 20-8-2018                                                            | Anglet                                                               | Francia                                                              | 74 - 43                                                              | Italia                                                               | Amichevole                                                           | 1                                                                    | [ 19 ]                                                               |
| 21-8-2018                                                            | Anglet                                                               | Francia                                                              | 74 - 53                                                              | Italia                                                               | Amichevole                                                           | 2                                                                    | [ 20 ]                                                               |
| 27-8-2018                                                            | La Spezia                                                            | Italia                                                               | 53 - 43                                                              | Israele                                                              | Amichevole                                                           | 0                                                                    | [ 21 ]                                                               |
| 28-8-2018                                                            | La Spezia                                                            | Italia                                                               | 58 - 46                                                              | Israele                                                              | Amichevole                                                           | 4                                                                    | [ 22 ]                                                               |
| 31-5-2019                                                            | Pordenone                                                            | Italia                                                               | 66 - 69                                                              | Ucraina                                                              | Amichevole                                                           | 3                                                                    | [ 23 ]                                                               |
| 1-6-2019                                                             | Ponzano Veneto                                                       | Italia                                                               | 99 - 77                                                              | Ucraina                                                              | Amichevole                                                           | 0                                                                    | [ 24 ]                                                               |
| 8-6-2019                                                             | Saragozza                                                            | Belgio                                                               | 49 - 60                                                              | Italia                                                               | Torneo amichevole                                                    | 0                                                                    | [ 25 ]                                                               |
| 9-6-2019                                                             | Saragozza                                                            | Russia                                                               | 62 - 54                                                              | Italia                                                               | Torneo amichevole                                                    | 0                                                                    | [ 26 ]                                                               |
| 14-6-2019                                                            | Broni                                                                | Italia                                                               | 71 - 67                                                              | Bielorussia                                                          | Amichevole                                                           | 4                                                                    | [ 27 ]                                                               |
| 15-6-2019                                                            | Parma                                                                | Italia                                                               | 73 - 56                                                              | Bielorussia                                                          | Amichevole                                                           | 10                                                                   | [ 28 ]                                                               |
| 21-6-2019                                                            | Wevelgem                                                             | Belgio                                                               | 79 - 76                                                              | Italia                                                               | Amichevole                                                           | 0                                                                    | [ 29 ]                                                               |
| 22-6-2019                                                            | Courtrai                                                             | Belgio                                                               | 76 - 65                                                              | Italia                                                               | Amichevole                                                           | 3                                                                    | [ 30 ]                                                               |
| 30-6-2019                                                            | Niš                                                                  | Italia                                                               | 75 - 57                                                              | Slovenia                                                             | EuroBasket 2019 - Primo turno, Gruppo C                              | 0                                                                    | [ 31 ]                                                               |
| 2-7-2019                                                             | Belgrado                                                             | Italia                                                               | 54 - 63                                                              | Russia                                                               | EuroBasket 2019 - Qualif. ai quarti di finale                        | 0                                                                    | [ 32 ]                                                               |
| 4-2-2021                                                             | Istanbul                                                             | Italia                                                               | 101 - 55                                                             | Danimarca                                                            | Qual. Euro 2021 - Girone D                                           | 5                                                                    | [ 33 ]                                                               |
| 6-2-2021                                                             | Istanbul                                                             | Italia                                                               | 81 - 66                                                              | Romania                                                              | Qual. Euro 2021 - Girone D                                           | 3                                                                    | [ 34 ]                                                               |
| Totale                                                               |                                                                      | Presenze                                                             | 31                                                                   |                                                                      | Punti                                                                | 88                                                                   |                                                                      |

## Palmarès
- Coppa Italia: 1
Famila Schio: 2021